# Исатайский район
Исатайский район (каз. Исатай ауданы) — район на западе Атырауской области Казахстана. Административный центр — село Аккистау.

## География
Территория района составляет 14,7 тыс.кв.км. Рельеф территории — равнинный. Территория Исатайского района расположена в центральной части Прикаспийской низменности. Большую часть территории занимают пески Нарын, Бузанай и Ментеке; восточную часть — долина реки Урал. Главные природные ресурсы — нефть и газ. Климат резко континентальный: короткая малоснежная, но довольно холодная зима и жаркое продолжительное лето. Средние температуры января −14 °С, июля 22—23 °С. Среднегодовое количество атмосферных осадков 300—350 мм. По территории района протекают pеки Хобда, Малая Хобда, Киыл, Елек. Озеро Жиренколь. Большая часть занята солонцеватыми и засоленными почвами. На полупустынных почвах произрастают типчак, ковыль, полынь. Обитают волк, лисица, заяц, кабан, сайгак, суслик; гнездятся утка, гусь, чайка, чибис и другие.

## История
Новобогатинский район был образован 17 января 1928 года в составе Гурьевского округа. В 1930 году был упразднён. Восстановлен в октябре 1939 года в составе Гурьевской области. 14 ноября 1957 года вновь упразднён с передачей территории в состав Баксайского района. 15 февраля 1977 году вновь восстановлен. В 1988 году ликвидирован. В 1990 году восстановлен под названием Исатайский район.

## Экономика
Развитие промышленности началось в 1968 году с освоения нефтегазового месторождения Мартыши. Позже открыты месторождения Забурунье, Октябрь, Ровное. Сооружён нефтепровод Атырау — Мартыши, длиной 85,6 км. В 1997 году на базе овцеводческих и каракулеводческих хозяйств открыты сельскохозяйственные кооперативы «Жанбай», «Акколь», «Новобогатский», «Баксай». По территории района проходят железные и автомобобильные дороги Атырау — Астрахань и водопровод Кигаш — Атырау — Озен.

## Административно-территориальное деление
Административно-территориальное деление района:
| Сельский округ/город          | Население, чел. (2009) | Населённые пункты                                   |
| ----------------------------- | ---------------------- | --------------------------------------------------- |
| Аккистауский сельский округ   | 8 651                  | село Аккистау, село Оркен, разъезд 17               |
| Жанбайский сельский округ     | 3 036                  | село Жанбай                                         |
| Забурунский сельский округ    | 1 249                  | село Зинеден, село Амангельды                       |
| Исатайский сельский округ     | 1 501                  | село Исатай                                         |
| Нарынский сельский округ      | 1 294                  | село Нарын, село Жана Жанбай, село Мынтобе          |
| Камыскалинский сельский округ | 3 895                  | аул Хамита Ергалиева, село Аукайран, село Жаскайрат |
| Тущыкудыкский сельский округ  | 5 017                  | село Тущыкудык, село Айбас, село Кызылуй            |